# マーサー郡 (ミズーリ州)
マーサー郡（英: Mercer County）は、アメリカ合衆国ミズーリ州の北部に位置する郡である。2010年国勢調査での人口は3,785人であり、2000年の3,757人から0.7％増加した。郡庁所在地はプリンストン市（人口1,166人）であり、同郡で人口最大の都市でもある。マーサー郡は1845年2月14日に設立され、郡名はアメリカ独立戦争に従軍したジョン・フランシス・マーサーに因んで名付けられた。

## 歴史

### 郡成立初期
マーサー郡は1845年2月14日にグランディ郡から分離して設立された。郡名はアメリカ独立戦争に従軍したジョン・フランシス・マーサーに因んで名付けられた。現在のマーサー郡となった領域で最初の恒久的開拓地ができたのは1837年のことであり、幾つかの家族がミズーリ州の他の地域から移って来たものだった。テネシー州生まれのジェイムズ・パーソンズが1837年春の最初の恒久的入植者だと考えられている。当時はリビングストン郡に属しており、1841年には新設のグランディ郡の一部となった。1837年より前では、主にサク・アンド・フォックス族やポタワトミ族インディアンが狩猟場として使っていた。これら部族によって一時的な狩猟用宿営地ができることがあったが、それ以外では人は居なかった。アメリカ独立戦争のプリンストンの戦いで戦死したヒュー・マーサー将軍に因み名付けられたプリンストンの町が、1847年に郡庁所在地として設立された。郡の北側境界線は、ミズーリ州とアイオワ州の間におきた流血沙汰の境界紛争、ハニー戦争のために、郡ができてからも6年間は紛争が続いた。1851年にアメリカ合衆国最高裁判所の採決で州境が確定し、境界線は9.5マイル (15 km) 南に下った。

### 南北戦争
南北戦争のとき、マーサー郡は東に隣接するパットナム郡と共に北軍の確たる支持者だった。郡民の多くはペンシルベニア州、オハイオ州、インディアナ州など「バックイースト」と呼ばれた北部の出身であり、州北部にあるメイコン郡、アウドレイン郡、モンロー郡など他郡のような強い奴隷所有制度の伝統が無かった。他郡は南部州から移ってきた者が多かった（一般にリトルディキシーと呼ばれた）。1860年の国勢調査では、マーサー郡で12家族が奴隷所有者となっており、奴隷の総数は24人だった。南軍に協力した郡民は20人に満たず、一方北軍には1,000人以上が志願した。マーサー郡出身の者が入った部隊としては、第23、第27、第35連隊、第2騎兵隊と第12騎兵隊、第5カンザス騎兵隊、およびミズーリ州民兵隊の小さな部隊があった。

## 地理
アメリカ合衆国国勢調査局に拠れば、郡域全面積は455.18平方マイル (1,178.9 km2)であり、このうち陸地454.18平方マイル (1,176.3 km2)、水域は1.00平方マイル (2.6 km2)で水域率は0.22％である。

### 主要高規格道路
- アメリカ国道65号線
- アメリカ国道136号線

### 隣接する郡
- ディケーター郡 (アイオワ州) - 北西
- ウェイン郡 - 北
- パットナム郡 - 東
- サリバン郡 - 南東
- グランディ郡 - 南
- ハリソン郡 - 西

## 人口動態
以下は2000年の国勢調査による人口統計データである。
| 基礎データ - 人口: 3,757人 - 世帯数: 1,600 世帯 - 家族数: 1,089 家族 - 人口密度: 3人/km2（8人/mi2） - 住居数: 2,125軒 - 住居密度: 2軒/km2（5軒/mi2） 人種別人口構成 - 白人: 98.72% - アフリカン・アメリカン: 0.19% - ネイティブ・アメリカン: 0.56% - 太平洋諸島系: 0.05% - その他の人種: 0.03% - 混血: 0.45% - ヒスパニック・ラテン系: 0.29% 年齢別人口構成 - 18歳未満: 23.0% - 18-24歳: 6.7% - 25-44歳: 24.2% - 45-64歳: 24.0% - 65歳以上: 22.0% - 年齢の中央値: 42歳 - 性比（女性100人あたり男性の人口） - 総人口: 95.7 - 18歳以上: 92.6 | 世帯と家族（対世帯数） - 18歳未満の子供がいる: 28.3% - 結婚・同居している夫婦: 57.6% - 未婚・離婚・死別女性が世帯主: 6.7% - 非家族世帯: 31.9% - 単身世帯: 29.3% - 65歳以上の老人1人暮らし: 17.6% - 平均構成人数 - 世帯: 2.31人 - 家族: 2.83人 収入と家計 - 収入の中央値 - 世帯: 29,6403米ドル - 家族: 35,313米ドル - 性別 - 男性: 26,690米ドル - 女性: 19,814米ドル - 人口1人あたり収入: 15,140米ドル - 貧困線以下 - 対人口: 13.3% - 対家族数: 10.2% - 18歳未満: 13.3% - 65歳以上: 14.5% |

## 都市と町

### 都市
- マーサー
- プリンストン - 郡庁所在地

### 村
- サウスラインビル

### その他の町
- ミルグローブ
- モデナ
- ラバンナ

## 政治

### 地方
マーサー郡の地方レベルでは共和党が大半の政治を支配しており、郡の選挙で選ばれる役職は2人を除いて独占している。

### 国政

#### 2008年大統領予備選挙
2008年の大統領予備選挙で、マーサー郡は二大政党の候補者をどちらも州全体と全国で二位に終わった者を選んだ。民主党の予備選挙ではヒラリー・クリントンが1位となり、さらに共和党予備選挙で各候補に投じられた票数よりも多かった。